# 權尚夏
權尚夏（：／，1641年—1721年9月2日），字致道，號遂菴、寒水齋，本貫安东权氏，朝鮮王朝后期的性理學者，哲學者及政治人。孝宗，顯宗，肅宗三朝的巨儒及西人黨的黨員老論派黨首，宋时烈·宋浚吉的門人及宋时烈的思想的系承者。諡號文純。

## 生平
權尙夏出身于漢城府，曾在宋时烈和宋浚吉的門下修學，是宋时烈門下的大弟子。
權尙夏在宋时烈逝世之后践行了他的遗志，在槐山郡的華陽洞设立了萬東廟。
1660年進士試的及第同成均館的入學，儒生修學后是在学文硏究及后学敎育集中。
他的西人黨的黨員后的西人黨的分黨時老論入黨。
1672年保持老師宋浚吉的臨终同1689年老師宋时烈的流配 侍從宋时烈的臨终保持，老师2名死后，亲父母之礼的同一三年丧成服。他的官职的最终議政府左議政。晩年辭官后落鄕，宋时烈的思想及學問是系承·傳播的全力。

## 著作
- 《寒水齋集》
- 《三書輯疑》
- 〈箕伯李泰淵表〉
- 〈刑參權克和表〉
- 〈副司果李塾表〉